# 992 Swasey
992 Swasey eller 1922 ND är en asteroid i huvudbältet, som upptäcktes 14 november 1922 av den rysk amerikanske astronomen Otto von Struve vid Yerkes-observatoriet. Den är uppkallad efter amerikanen Ambrose Swasey.
Asteroiden har en diameter på ungefär 27 kilometer.